# Kivilampi (sjö i Ilomants, Norra Karelen)
Kivilampi är en sjö i kommunen Ilomants i landskapet Norra Karelen i Finland. Den är 6 meter djup. Arean är 14 hektar och strandlinjen är 2,54 kilometer lång.  Den  ingår i Vuoksens huvudavrinningsområde.  Sjön ligger omkring 47 kilometer öster om Joensuu och omkring 410 kilometer nordöst om Helsingfors. 
I sjön finns ön Heinäsaari. 